# 非對映體過剩率
非对映体过剩率（Diastereoisomer excess， 缩写为d.e.），通常用来表征两个以上掌性中心分子时的光学纯度。
化合物含有2个掌性碳原子，在GC或HPLC测定的时候，采用掌性管柱，可以得到4个同分异构体峰，可以利用峰面积直接求de值及ee值（對映體過量百分數）。
非对映体过量产生于核磁共振技术以前。当时人们无法测量非对映体的绝对含量，于是就用非对映体过量来表示光学纯度。而现在人们可以做到测量非对映体的绝对含量，所以有人建议逐渐废除非对映体过量这个概念。

## 計算方式
某个拥有两个掌性中心的分子，有四種掌性結構：(R,R)、(R,S)、(S,S)、(S,R)，將其中兩個非對映體做比較(如: (R,R)和(R,S)，令為D1和D2)。則两個非對映體之间就有含量比值。其计算公式为：
如果D1占80%，D2占20%，则dr值(非對映體比例，Diastereomeric  Ratio)为4:1，de值为 (80%-20%)/(80%+20%) = 60%
需注意，
- D1和D2加起來需為100%
- 不能把(R,R)和(S,S)、(S,R)和(R,S)作分組，因为它们互為对映体。
- 此公式僅能使用兩個非對映體，超過兩個則不適用